# Dianne Doan
Dianne Doan (8 de septiembre de 1990) es una actriz de cine y televisión y bailarina canadiense de ascendencia vietnamita conocida por interpretar a Lonnie, la hija de Mulán en Los descendientes y Los Descendientes 2, por interpretar a Yidu en Vikingos y por interpretar a Mai Ling en Warrior.

## Vida y carrera
Doan es hija de padres vietnamitas.
Desarrolló interés en la actuación en noveno grado, cuando comenzó a tomar clases de actuación. Comenzó su entrenamiento en baile a los 10 años. Como adulta, fue bailarina en los Juegos Olímpicos de 2010 en Vancouver. Además, participó como bailarina para Big Time Rush y Marianas Trench y también trabajó en el programa So You Think You Can Dance.
Ha aparecido en papeles recurrentes en Once Upon a Time e Impostore. Su primer papel importante llegó en la película Descendants como Lonnie, la hija de Mulán y Li Shang. Disney expandió luego la franquicia Descendants produciendo una serie, una secuela y dibujos animados.
En 2016, fue parte del elenco de la serie Vikings como Yidu, en la cuarta temporada. Después de eso, protagonizó la serie Guidance, donde interpretó a un par de gemelas.
En 2019, se unió al reparto de Warrior como Mai Ling.
En 2020,se unió a la segunda temporada de Warrior como Mai Ling.
En 2020 participó en la séptima temporada de Agents of S.H.I.E.L.D. en el papel de Kora, la primera hija de Jiaying.
En 2021 participó como Ava en el corto Dinner with dex.
En 2022 se unió a la tercera temporada de Warrior
En 2023 apareció como Ghislane en The consultant.

## Filmografía
| Año       | Título                                | Papel                     | Notas                                                                  |
| --------- | ------------------------------------- | ------------------------- | ---------------------------------------------------------------------- |
| 2013      | Once Upon a Time                      | Isra                      | Episodio: "Selfless, Brave and True"                                   |
| 2013      | Impastor                              | Chelsea                   | Episodio: "Génesis"                                                    |
| 2015      | Disney Descendants: School of Secrets | Lonnie / Secret Blogger   | Cortometraje de televisión; papel de voz                               |
| 2015      | Descendants                           | Lonnie                    | Película de televisión                                                 |
| 2016      | Vikingos                              | Yidu                      | Papel recurrente (cuarta temporada); 7 episodios                       |
| 2017      | Descendants 2                         | Lonnie                    | Película de televisión                                                 |
| 2017      | Guidance                              | Faith y Grace Park-Jensen | Serie web; papel principal (temporada 3)                               |
| 2017      | Legends of Tomorrow                   | Anh Ly                    | Episodio: "Welcome to the Jungle"                                      |
| 2019-2023 | Warrior                               | Mai Ling                  | Serie de televisión; papel principal                                   |
| 2020      | Agents of S.H.I.E.L.D.                | Kora                      | Serie de televisión; papel recurrente (séptima temporada); 6 episodios |
| 2021      | Dinner With Dex                       | Ava Pham                  | Corto de televisión                                                    |
| 2023      | El consultor                          | Ghislane                  | Serie de televisión (primera temporada); 5 episodios                   |
| 2023      | Better Half                           | Daphne                    | Película de televisión                                                 |
| 2024      | Magnum P.I                            | Halia Kalani              | Serie de televisión (temporada 5, episodio 19,"Ashes to ashes")        |
| 2024      | Tracker                               | Sun Mai                   | Serie de televisión (temporada 1, episodio 7,"Chicago")                |
| 2024      | Reunion                               | Lisa Danbury              | Película de televisión                                                 |
| 2024-2025 | Anatomía de Grey                      | Molly Tran                | Serie de televisión 8 episodios                                        |